# دولت‌آباد (مشیز)
دولت‌آباد یک روستا در ایران است که در دهستان مشیز شهرستان بردسیر واقع شده‌است.